# L'ape musicale
L'ape musicale — titolo originale completo: Il pasticcio, ovvero l'ape musicale — è un'opera lirica in un atto su libretto di Lorenzo Da Ponte e musiche di celebri compositori coevi fra cui Mozart, Salieri, Cimarosa, Zingarelli e Rossini.
Indicata dall'autore nel libretto come azione teatrale, è costituita da un collage (letteralmente: pastiche) di brani musicali preesistenti, inseriti a commento di un canovaccio poetico (prevalentemente derivato dai libretti viennesi e successivamente rielaborato tre volte), vicino all'opera buffa — che all'epoca di questa composizione attraversava il periodo di massimo fulgore — e alla commedia dell'arte e teso a produrre, in una sorta di scatole cinesi, del puro metateatro, ovvero del teatro sul teatro.

## Storia
Dimenticata per oltre centocinquant'anni, l'opera è stata recuperata a fine anni ottanta (nella versione rappresentata a New York nel 1830) a cura del Teatro la Fenice di Venezia e restituita ai cartelloni. Una registrazione discografica è stata prodotta da Nuova Era nel 1990.
Da Ponte — che nella prefazione al testo definisce il suo lavoro come "ghiribizzo poetico" — compose l'opera nel 1788 in segno di gratitudine nei confronti dell'imperatore Giuseppe II d'Austria per la concessione del Burgtheater di Vienna, sede di una sottoscrizione fra gli amanti della musica per il mantenimento in vita della compagnia d'opera italiana.
Di quest'opera il poeta che ha legato il suo nome alla famosa trilogia mozartiana (Le nozze di Figaro, Don Giovanni, Così fan tutte) elaborò quattro versioni, con testi differenti e repertori musicali utilizzati ugualmente diversi: 
- Una prima versione andata in scena nel 1789 al Burgtheater di Vienna
- la versione per la replica viennese del 1791 (con il titolo L'ape musicale rinnuovata)
- la versione per la prima rappresentazione italiana durante la stagione del Carnevale di Trieste del 1792 (con il titolo L'ape musicale, ossia il poeta impresario)
- la versione per la rappresentazione, quasi quarant'anni dopo (1830, con il semplice titolo de L'ape musicale), al Park Theatre di New York. Per questa edizione venne utilizzato anche un libretto in lingua inglese forse dello stesso Da Ponte con il titolo The Musical Bee. Questa versione è basata prevalentemente su musiche tratte da opere di Rossini, a quel tempo rappresentate negli Stati Uniti per iniziativa della compagnia teatrale di Manuel Garcia ed è considerata, per il massiccio impiego di sue musiche, uno dei pastiche non autorizzati tratti da Rossini.

## Libretto
Il libretto in versi di Da Ponte si adegua, nelle sue quattro versioni, agli sviluppi della vicenda e alle impostazioni satirico-sentimentali del tema trattato in ciascun numero. A quello classico si affiancano così versi piani, tronchi e sdruccioli in grado di imprimere alla metrica poetica un'andatura sostenuta, capace di riprodurre la disinvoltura del dialogo in prosa.
La prima versione di 1789 è stata recuperata dalla musicologa Miriam Grau Tanner. La prima di L'ape musicale ebbe luogo l'anno Mozart 2006 al Theater an der Wien di Vienna.
Il senso del soggetto, e la spiegazione del titolo, è illustrato dallo stesso autore nella prefazione al testo (nella versione del 1830 rivolta Agli abitanti della Città di new York, che l'ottuagenario poeta definisce "spiritosa città"):
Da Ponte viveva negli Stati Uniti da diversi anni e lo spunto per una ripresa dell'Ape musicale gli venne da una visita dall'Italia della nipote Giulia, giovane cantante. Non gli fu difficile rivisitare la sua antica opera di fine Settecento sulla vita del teatro d'opera (con tutti i suoi tic e malizie) adattandola ai tempi specialmente con l'acquisizione di un maggior numero di lacerti musicali mutuati dal repertorio dall'allora acclamatissimo — e molto rappresentato anche se in questo caso non si sa quanto consapevole e consenziente — Rossini. Nelle prime versioni ad essere impiegate erano state maggiormente le musiche, fra gli altri, di Vicente Martín y Soler, Giuseppe Gazzaniga, Giuseppe Giordani, Pasquale Anfossi, Niccolò Piccinni, Giovanni Paisiello.
La versione newyorkese, mutando i nomi dei personaggi ma mantenendo l'originale impalcatura, ambienta l'opera in un luogo di fantasia, le "isole fortunate" (forse un riferimento a Long Island) dove un gruppo di appassionati di opera italiana, fra cui un musicista, un cantante squattrinato, un poeta furbacchione ed un impresario teatrale sono in fermento per l'arrivo di una cantante dall'Italia che dovrà tenere un concerto e per la scelta dei brani da eseguire.
Tanto nelle prime tre versioni, quanto per quella per New York, il testo riporta molte citazioni non per intero ma con il semplice accenno in libretto. Libretto che nella versione newyorkese, sotto il titolo The Musical Bee, riporta a fronte il testo in lingua inglese, inclusa la preface firmata dallo stesso Da Ponte. In questo caso, il testo si rifà alla poetica tipicamente anglosassone con forti richiami shakespeariani e cadenze tipiche della poesia satirica del XVII secolo. Si tratta, in ogni caso, di una libera traduzione non funzionale alla partitura musicale ma propedeutica unicamente ad aiutare l'ascoltatore nella comprensione del senso dell'opera.

## Personaggi delle quattro versioni
Questi i cinque personaggi (sei nella versione per Trieste 1792) che animano l'opera:
| Vienna, Burgtheater 1789 e 1791 | Trieste, stagione del Carnevale 1792                     | New York, Park Theatre 1830 |
| --- | -------------------------------------------------------- | --- |
| - Bonario, poeta - Don Capriccio, virtuoso - Brunetto, virtuoso - Zuccherina, virtuoso - Farinella, virtuoso; citazione del Farinello | I medesimi, oltre al Conte Sproposito, figura aggiuntiva | New York 1830 - Mongibello, poeta (baritono) - Narciso, cantante squattrinato (tenore) - Don Canario, musicista (tenore) - Don Nibbio, impresario teatrale (buffo, basso) - Lucinda, cantante (soprano) |

## Edizione discografica
Dell'opera è stata realizzata nel 1990 dalla Nuova Era un'incisione discografica sulla base della versione del 1830, con riscritture musicali e recitativi di Giovanni Piazza. Ne sono stati interpreti l'orchestra e Coro del Teatro La Fenice di Venezia diretti da Vittorio Parisi che ne ha curato in parte la riscrittura. I cantanti cui sono stati affidati i diversi ruoli erano: Adelina Scarabelli (Lucinda, cantante), William Matteuzzi (Narciso, cantante), Enzo Dara (Don Nibbio, impresario), Maurizio Comencini (Don Canario, musicista) e Bruno De Simone (Mongibello, poeta).

### Schema base dei numeri
Si riporta lo schema base dei numeri utilizzati per l'edizione discografica de L'Ape Musicale che si rifà alla versione della rappresentazione data a New York nel 1830:
| Numero | Indicazioni libretto                                                                           | Inserti liberi                                                                                | Elaborazioni |
| ------ | ---------------------------------------------------------------------------------------------- | --------------------------------------------------------------------------------------------- | --- |
| 1      |                                                                                                |                                                                                               | Collage di ouverture dalle seguenti opere di Gioachino Rossini: Tancredi, La Cenerentola, Il barbiere di Siviglia, Il turco in Italia, Otello, Semiramide |
| 2      | Introduzione - coro Nostra patria è il mondo intero da Il turco in Italia                      |                                                                                               | |
| 3      |                                                                                                |                                                                                               | Recitativo Si dice a momenti, con citazioni da Il flauto magico di Mozart                                                                                 |
| 4      | Aria di Geronimo Udite tutti udite, da Il matrimonio segreto di Domenico Cimarosa              |                                                                                               | |
| 5      |                                                                                                |                                                                                               | Recitativo Ecco che sulle fravole, con citazioni da Il barbiere di Siviglia, Semiramide (Rossini) e Così fan tutte, da Mozart                             |
| 6      |                                                                                                | Temporale da La pietra del paragone di Rossini                                                | |
| 7      | Introduzione con coro Vieni gentil donzella, da Giulietta e Romeo di Nicola Antonio Zingarelli |                                                                                               | |
| 8      |                                                                                                |                                                                                               | Recitativo Queste le sponde sono, con citazioni dal Tancredi di Rossini                                                                                   |
| 9      | Cavatina di Ninetta Di piacer mi balza il cor da La gazza ladra di Rossini                     |                                                                                               | |
| 10     |                                                                                                |                                                                                               | Recitativo Ecco l'istante, amico, con citazioni da Il barbiere di Siviglia (Rossini), Il flauto magico e Così fan tutte (Mozart)                          |
| 11     | Canto di Arteneo Come ape ingegnosa dal duettino Arteneo-Elmar da Axur, re d'Ormus di Salieri  |                                                                                               | |
| 12     |                                                                                                | Duetto Figaro-Conte All'idea di quel metallo, frammento da Il barbiere di Siviglia di Rossini | |
| 13     |                                                                                                |                                                                                               | Recitativo Strano mi par, con citazioni da Il barbiere di Siviglia e Semiramide di Rossini e Il flauto magico di Mozart                                   |
| 14     | Duetto Semiramide-Assur Se la vita ancor t'è cara, frammento dalla Semiramide di Rossini       |                                                                                               | |
| 15     |                                                                                                |                                                                                               | Recitativo Veramente è bellissimo, con citazioni da Il flauto magico e Così fan tutte                                                                     |
| 16     | Cavatina con pertichini Senza, senza cerimonie da Il matrimonio segreto                        |                                                                                               | rielaborazione delle parti di insieme |
| 17     |                                                                                                |                                                                                               | Recitativo Ora padroni miei, con citazioni dal Don Giovanni, Il flauto magico e Requiem di Mozart e Semiramide di Rossini                                 |
| 18     |                                                                                                | Aria di Tamino Dies Bildnis da Il flauto magico                                               | |
| 19     | Scena e duetto Semiramide-Assur Assur, i cenni miei, dalla Semiramide di Rossini               |                                                                                               | parte del basso rielaborata in parte di tenore |
| 20     |                                                                                                |                                                                                               | Recitativo Questo davver, nello stile secco de Il barbiere di Siviglia rossiniano                                                                         |
| 21     | Cavatina di Almaviva Ecco ridente in cielo, da Il barbiere di Siviglia                         |                                                                                               | |
| 22     |                                                                                                | Aria di Pacuvio Ombretta sdegnosa da La pietra del paragone di Rossini                        | |
| 23     |                                                                                                |                                                                                               | Recitativo Bravo, davver, con citazioni da Il barbiere di Siviglia, Il matrimonio segreto e Il Bravo di Saverio Mercadante                                |
| 24     |                                                                                                | Coro e aria di Fiorilla Evviva d'amore da Il turco in Italia                                  | |
| 25     |                                                                                                |                                                                                               | Recitativo Spero che questa nostra cantatrice, con citazioni da Il turco in Italia                                                                        |
| 26     |                                                                                                | Duettino Buralicchio-Gamberotto Ah, vieni al mio seno, da L'equivoco stravagante di Rossini   | orchestrazione |
| 27     |                                                                                                |                                                                                               | Recitativo Amici allegramente, con citazioni da La Cenerentola                                                                                            |
| 28     |                                                                                                |                                                                                               | Cavatina di Lindoro Languir per una bella da l'italiana in Algeri                                                                                         |
| 29     | Coro, scena e rondò finale Nacqui all'affanno e al pianto da La Cenerentola                    |                                                                                               | |